# 内藤明 (写真家)
内藤 明（ないとう あきら、1948年12月21日 - ）は、日本の写真家、研究者。東京工芸大学名誉教授。

## 人物
東京工芸大学退職後は、自宅暗室で写真作品の制作に勤しんでいる。

## 略歴
1972年に東京写真大学短期大学部写真技術科卒業後、翌年東京写真大学短期大学部研究生修了し、その年から1984年まで、東京写真大学短期大学部助手、1985年～1994年まで東京工芸大学短期大学部（講師）、1994年～2014年まで東京工芸大学芸術学部（講師、助教授、教授）、2008年～2014年まで東京工芸大学芸術学部長を務めた。一方、2004年～2012年まで日本写真芸術学会副会長、2013年～2017年まで日本写真芸術学会会長であった。また、2014年に東京工芸大学退職、東京工芸大学名誉教授を授与される。2017年からアトリエシャテーニュで講師を務める。2020年からリコーフォトアカデミー講師を務めた。

## 著書
1984年　『写真大辞典』　共著　講談社
1987年　『アサヒカメラ教室4』　共著　朝日新聞社
1988年　『アサヒカメラ教室5』　共著　朝日新聞社
1991年　『実務者のためのカラー写真』　共著　共立出版社
1996年　『実務者のためのカラー写真第4版』　共著　共立出版社
1997年　『デジタルスチルカメラの開発』　共著・監修　トリケップス
2000年　『ディジタル写真入門』　共著　コロナ社
2001年　『ファインイメージングとディジタル写真』日本写真学会出版委員会編　共著　コロナ社
2006年　『デジタル写真の基礎 』　共著　コロナ社

## 論文
「デジタル写真概説」　日本写真芸術学会誌　4巻1号
「写真包材と安全な保存年数」　共著　日本写真芸術学会誌　5巻2号
「新型撮像素子を搭載したカメラで撮影した画像の鮮鋭さ」　共著　日本写真学会誌　63卷3号
「デジタル写真プリントの階調評価」　共著　日本写真学会誌　64卷3号
「デジタル写真システムの諧調評価法の検討(1)」　共著　日本写真学会誌　67卷6号
「デジタル写真システムの諧調評価法の検討(2)」　共著　日本写真学会誌　68卷2号
「変退色したカラー写真の救済」　共著　日本写真芸術学会誌　16卷1号

## 雑誌

### 写真工業連載
1978年～2002年毎月　新型カメラテストレポート　共著　写真工業
1989年〜2002年毎月　画像前線レポート　単著　写真工業

### 写真工業別冊
1976年　「写真工業 35ミリTTL・AE一眼レフカメラ 市販全機種の実写テストと徹底研究」 共著　写真工業別冊
1977年　「写真工業 写真処方の特性と効果 黒白フィルム処方39種のテストデータと使い方」　共著　 写真工業別冊
1979年　「自動露出一眼レフカメラ全調査 1980 110から6×6まで内外AE一眼レフ全26機を徹底テスト」　共著　 写真工業別冊
1980年　「暗室百科」　共著　 写真工業別冊
1981年　「35ミリAE一眼レフ全調査 1981 国産全機種を徹底検討・技術資料併載」　共著　 写真工業別冊
1982年　「ダークルーム テクニック」　共著　 写真工業別冊
2000年　「ライカのレンズ ライカレンズの描写を徹底追求」　共著　 写真工業別冊

### 写真工業PHOTO EXPERT
1985年　「自分でできるカラー・モノクロの現像～プリント」　写真工業別冊
1987年　「最新ライティングマニュアル 写真はライティングで決まる　写真工業別冊
1994年　「デジタル写真入門 明るい暗室への手引き」　写真工業別冊

### 写真工業デジタルフォトテクニック
1994年　「デジタル写真入門」
1996年　「デジタルフォトテクニック２」
1997年　「デジタルフォトテクニック3」
1997年　「デジタルフォトテクニック4」
1998年　「デジタルフォトテクニック5」

## 写真展
1979年7月    写真展「真昼時」　新宿ニコンサロン/東京
2006年4月    写真展「真昼」　アートスペースモーター/東京
2014年10月   写真展「light」　スタイケントウキョウ/東京
2015年10月　写真展「in the wind」　スタイケントウキョウ/東京
2017年3月    写真展「echo」Alt_Medium/東京
2017年11月　グループ写真展「hamadayama tune 2017」Alt_Medium/東京
2018年12月   写真展「once」Alt_Medium/東京
2019年11月   写真展「there」ギャラリーEM/東京
2020年8月    写真展「works」田淵行男記念館/長野
2021年6月    写真展「rays」JCIIクラブ25/東京
2022年9月    写真展「happened」ギャラリーEM/東京
2023年10月   写真展「more」ギャラリーEM/東京

## 講演・発表・写真活動
2017年5月～　写真の講義「内藤ゼミ」アトリエシャテーニュ/東京

## 受賞歴
2010年5月27日 - 日本写真学会功労賞受賞
2020年　　　　　日本写真芸術学会名誉賞

## エピソード

### 語録
2014年3月15日、40年間勤めた東京工芸大学で行った最終講義「ダブルガンマ」での一節である。
ハロゲン化銀の結晶では、光の照射により現像核ができる。光が被写体に当たり反射したり透過したりした光の粒がレンズによって結像して光学像になると同時に、我々の網膜上にも結像している。その光の粒が感光材料に照射され現像することによってフィラメント状の銀ができる。つまりかつてそこにあったその光が物理的な銀の粒子になる。こんなセンチメンタルなことはない。あのときの光、あそこにいた、あのときあそこにあった光が画像になる。それが僕にとって一番の写真のセンチメンタル。